# ミラクル仮面高校生
『ミラクル仮面高校生』（ミラクルかめんこうこうせい）は、1995年7月4日、7月11日に朝日放送で放送された全2回の特別ドラマ。
V6・森田剛の初主演ドラマ。

## あらすじ
神光高校に転校してきた高校1年生の影山洋平。同級生からイジメられたある日、体育館の中で不思議な仮面を見つけてしまう。

## 出演
- 影山洋平：森田剛（V6）
- 山口紗弥加
- 小橋賢児
- 国生さゆり
- 鶴見辰吾
- 市毛良枝

## スタッフ
- 脚本：いとう斗士八
- 制作会社：ホリプロ、ABC
- 主題歌：THE NAME OF LOVE「今夜はタッチ・ミー」